# Лупырев, Иван Петрович
Иван Петрович Лупырев (1922—1994) — советский офицер-артиллерист в годы Великой Отечественной войны, Герой Советского Союза (10.04.1945). Капитан.

## Биография
Иван Лупырев родился 5 января 1922 года в селе Вербки (ныне — Павлоградский район Днепропетровской области Украины). В 1927 году вместе с семьёй переехал в Батайск. Там окончил школу.
В декабре 1940 года Иван Лупырев был призван на службу в Рабоче-крестьянскую Красную Армию. В 1941 году он окончил Ростовское артиллерийское училище. Служил в артиллерийском дивизионе 98-й отдельной стрелковой бригады Среднеазиатского военного округа. С лета 1941 года — на фронтах Великой Отечественной войны. В боях четыре раза был ранен, из них два раза тяжело. Участник Курской битвы и битвы за Днепр. В первый раз был представлен к званию Героя Советского Союза ещё в октябре 1943 года за отличия в этих битвах, но награду заменили на орден Отечественной войны.
К январю 1945 года гвардии капитан Иван Лупырев был заместителем командира дивизиона 34-го гвардейского артиллерийского полка 6-й гвардейской стрелковой дивизии 27-го стрелкового корпуса 13-й армии 1-го Украинского фронта. Отличился во время Висло-Одерской операции. 14 января 1945 года, когда к юго-востоку от Кельце (Польша) погиб командир дивизиона, Лупырев заменил его собой и успешно руководил подразделением, удержав занимаемые рубежи и нанеся большие потери в боевой технике и живой силе противнику. 26 января 1945 года дивизион Лупырева переправился через Одер к северу от Бреслау, после чего удерживал единственный сохранившийся в округе мост в течение трёх суток, уничтожив 17 танков и около 2 батальонов немецкой пехоты.
Указом Президиума Верховного Совета СССР от 10 апреля 1945 года за «мужество и героизм, проявленные при выполнении заданий командования на фронте борьбы с немецкими захватчиками» гвардии капитан Иван Лупырев был удостоен высокого звания Героя Советского Союза с вручением ордена Ленина и медали «Золотая Звезда» за номером 4819.
В марте 1946 года капитан Лупырев был уволен в запас.
Проживал в Батайске. Вернулся в Батайск. Работал в предприятиях энергохозяйства города: техник-лаборант, инженер, начальником Батайского энергоучастка, начальник отделения «Энергосбыта», начальник межрайонных электрических сетей. В 1954 году окончил Московский заочный институт строительных материалов. С 1974 года и до кончины — заместитель генерального директора треста «Ростоблкоммунэнерго». С 1950 по 1987 годы избирался депутатом Батайского городского Совета депутатов трудящихся всех созывов.
Скончался 11 октября 1994 года, похоронен в Батайске на кладбище «Красный Сад» рядом с женой.

## Награды
- Герой Советского Союза (10.04.1945)
- Орден Ленина (10.04.1945)
- Два ордена Отечественной войны 1-й степени (5.11.1943, 11.03.1985)
- Орден Красной Звезды (22.07.1943)
- Ряд медалей[2]

## Память
- Почётный гражданин Батайска (1979).
- Бюст И. П. Лупырева установлен на Аллее Героев в Батайске[2].
- Мемориальная доска установлена в Батайске на доме, в котором он работал.
- Именем И. П. Лупырева названа улица в Батайске.

Памятная доска на доме, где он работал
Могила на кладбище в Батайске
Памятная доска на доме, где он жил